# جورج يول (لغوي)
جورج يول (من مواليد 20 مارس 1947) هو لغوي أمريكي اسكتلندي. اشتهر بأعماله في البراغماتية وتحليل الخطاب.

## حياته
ولد جورج يول في مدينة ستيرلنغ، اسكتلندا عام 1947. أصبح مواطنا أمريكيا في عام 2000. وهو يعيش الآن في هاواي. درس في جامعه Edinburgh. وأكمل درجة الماجستير في اللغة الإنجليزية وآدابها عام (1969)، ودكتوراه في اللغويات (1981) في بداية حياته المهنية.
قام بتدريس اللغة الإنجليزية في كندا وجامايكا والمملكة العربية السعودية و اسكتلندا بعد حصوله على الدكتوراه. قام بتدريس اللغويات واللغويات التطبيقية في جامعة إدنبرة وجامعة مينيسوتا وجامعة ولاية لويزيانا وجامعة هاواي. من أشهر أعماله هو كتاب تمهيدي عن اللغة.